# Catastrophes dans les houillères de Ronchamp
Plusieurs catastrophes sont survenues dans l'histoire des houillères de Ronchamp et ont coûté la vie à plus de 180 ouvriers sur les deux siècles d'activité. Ces catastrophes sont de différentes natures : incendies, fortes arrivées d'eau, éboulements, chutes et enfin coups de grisou qui représentent 70 % des victimes ; elles ont profondément affecté la population locale.

## Coups de grisou

### Première catastrophe du puits Saint-Louis

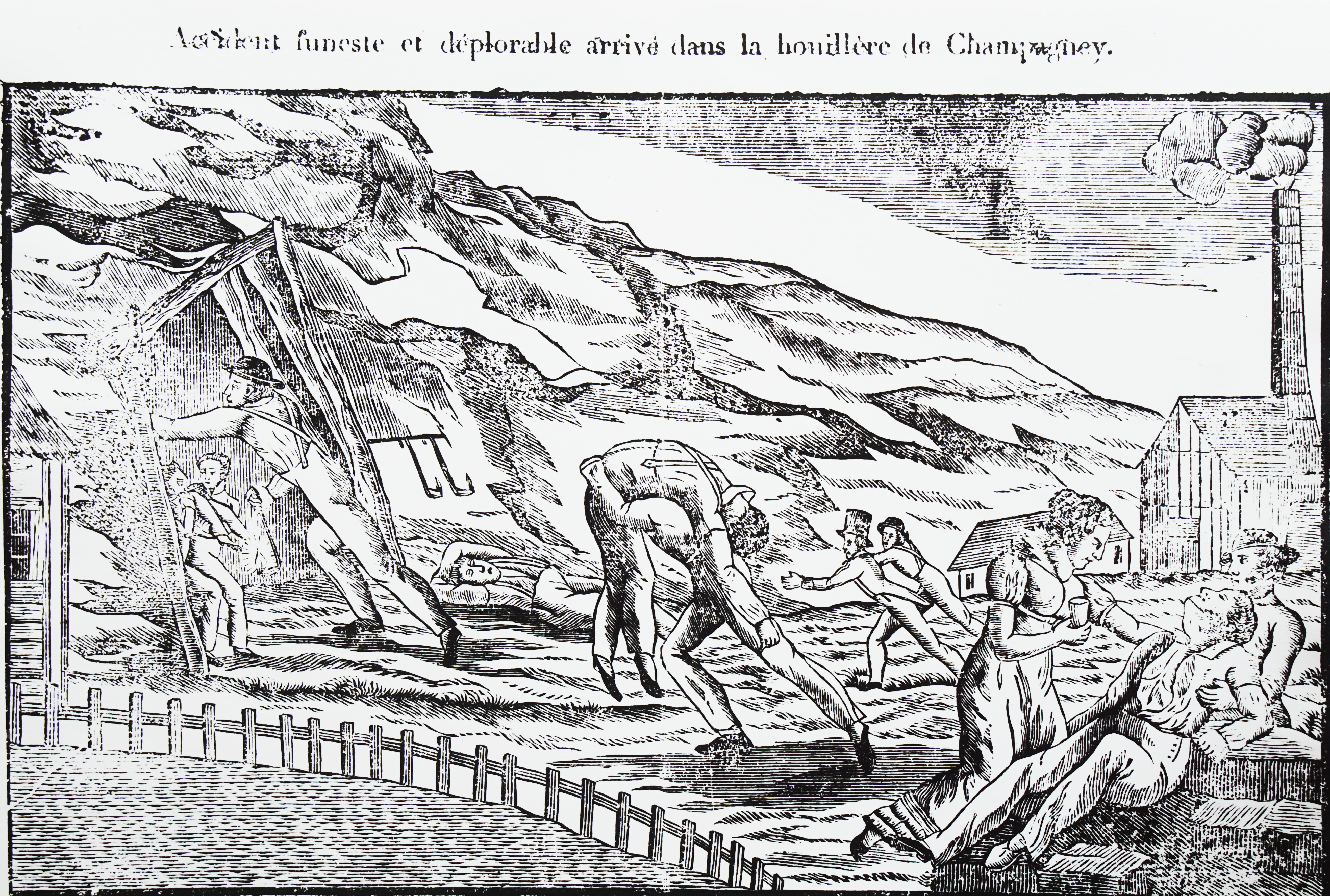
Le coup de grisou de 1824 au puits Saint-Louis.

La première catastrophe du puits Saint-Louis est le tout premier coup de grisou que connait le bassin minier de Ronchamp et Champagney et l'un des premiers de France, il est également l'un des plus meurtriers de l'histoire des houillères de Ronchamp en faisant vingt morts et seize blessés. L'explosion se produit le 10 avril 1824 au puits Saint-Louis. Cette catastrophe va profondément marquer la population locale et l'opinion nationale, remettant en question la sécurité dans les mines grisouteuses et les conditions de l'aérage.

### Seconde catastrophe du puits Saint-Louis
Six ans après la première tragédie, le puits Saint-Louis connait son second coup de grisou le 31 mai 1830. Il est provoqué par un ouvrier qui voulait éliminer le grisou accumulé dans une galerie à l'aide d'une canette de poudre. L'explosion tue sur le coup 25 ouvriers, 5 autres meurent à l'infirmerie du hameau de la Houillère des suites de leurs blessures. L’ingénieur décide de modifier l'aérage et de diluer le grisou dans l'air avant la reprise du poste.

### Première catastrophe du puits Saint-Charles
En 1857, après une période calme, le puits Saint-Charles subit deux coups de grisou la même année, le premier survient le 29 janvier 1857 à onze heures et demie du matin. L'explosion se produit dans les travaux de la deuxième couche, à 150 mètres au sud de la recette, elle fait huit morts et cinq blessés. Le 21 juillet 1857 le directeur, un ingénieur, un sous-ingénieur et un maître mineur en chef sont condamnés à de la prison et à une amende au tribunal de Première Instance de Lure pour homicide par imprudence.

### Seconde catastrophe du puits Saint-Charles
Le 14 mars 1857, une petite explosion tue deux ouvriers qui travaillaient au percement d'une galerie par explosif et où une poche de grisou s'est momentanément accumulée au-dessus du boisage, sans pouvoir être détectée.

### Première catastrophe du puits Saint-Joseph
Le 10 août 1859, une nouvelle explosion fait vingt-neuf morts dans les travaux du couchant du puits Saint-Joseph où la reprise ne se fit qu'en 1874. Cette catastrophe est provoquée par un mineur qui a jeté sa lampe à terre à la suite d'une altercation.

### Seconde catastrophe du puits Saint-Joseph
Le 23 avril 1860, à 11 heures, un jet enflammé de grisou se forme à cause d'un tamis percé. Le puits est fermé jusqu’au 8 mai pour des raisons de sécurité mais cela ne suffit pas puisque le 9 mai à 3 heures se produit une violente détonation. Puis une autre à 9 h 30, si violente qu'elle enlève le barrage composé de terre et de plateaux ainsi que toute la toiture du bâtiment. La décision est prise de noyer les chantiers du puits pour éteindre l’incendie. Quelques jours plus tard débute l’épuisement des eaux dont le volume excède les 90 000 m3,.

### Catastrophe du puits Sainte-Marie
Le puits Sainte-Marie connaît un seul coup de grisou le 24 janvier 1869 dans une galerie creusée pour le mettre en communication avec le puits Saint-Charles. Cet accident fait huit morts et trois blessés qui sont retrouvés le 1er février suivant après la réparation de 250 mètres de boisages,.

### Catastrophe du puits du Magny
Le 1er septembre 1879, dans les travaux en direction du nord, le premier coup de grisou du puits du Magny fait 16 morts. L'ingénieur civil des mines Henri Poincaré est chargé de l'enquête. À la suite de cet accident, un ventilateur plus puissant est installé l'année suivante, en 1880. Il s'agit d'un ventilateur de système SER à effet variable d’une puissance de 30 m3 contre 10 m3 précédemment,.

### Troisième catastrophe du puits Saint-Charles
Un dernier coup de grisou fait vingt-trois morts au puits Saint-Charles le 24 juin 1886. La détonation est entendue jusqu'au puits Sainte-Marie, distant de 1,4 km. Les ouvriers travaillant sur le carreau des puits Saint-Charles et no 10 constatent un souffle soudain sortant des puits avant que de la fumée en émane, c'est à partir de ce dernier puits que les secours descendent, d'autre partent ensuite du puits Saint-Joseph. La plupart des ouvriers sont morts asphyxiés.

## Autres catastrophes

### Incendies
Le feu a frappé plusieurs fois les différents puits des mines de Ronchamp. Comme le 7 novembre 1859 où il a fallu condamner les orifices des puits Saint-Charles et no 7. Il fallait souvent une quinzaine d'années pour éteindre un incendie en condamnant un quartier de la mine et en empêchant l'air d'y entrer par la construction de barrages en argile. Parfois, il fallait même noyer les travaux pendant plusieurs mois comme au puits Saint-Louis en 1831 et au puits Saint-Joseph en 1860. Mais la remise en état était si longue à cause des dégâts aux boisages et aux chantiers que cette technique était uniquement utilisée en dernier recours.
Par ailleurs, le 16 août 1912, un mineur a provoqué un incendie en fumant une cigarette dans l'écurie du puits Arthur-de-Buyer. La fumée a été aspirée par le ventilateur situé sur le puits du Magny, asphyxiant sur son passage quatre mineurs qui se trouvaient à plusieurs centaines de mètres du feu.

### Éboulements
Les éboulements étaient déjà très fréquents au début de l'existence de la houillère. Entre 1806 et 1813, des quartiers entiers de travaux vont s'écrouler aux affleurements non loin de l'emplacement où sera ensuite creusé le puits no 3. Le puits Sainte-Pauline était également très sujet aux éboulements, car les boisages n'étaient pas réalisés correctement alors que les terrains étaient assez friables. Cette situation s'explique par la façon dont sont rémunérés les mineurs : ils sont payés à la tâche pour extraire le charbon et ne sont pas payés pour réaliser des boisages, n'y consacrant en conséquence pas suffisamment de temps.

### Inondations

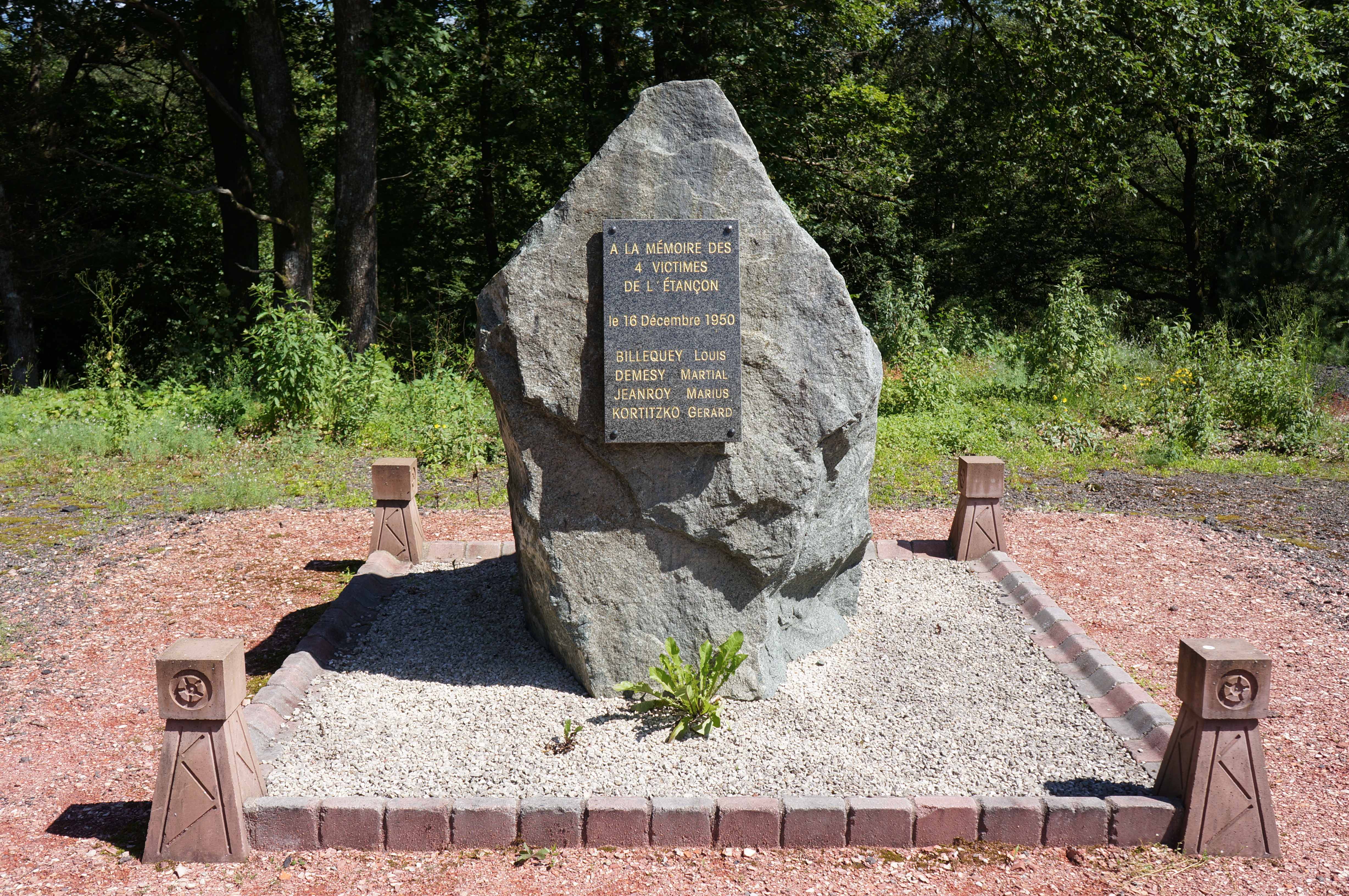
La stèle rendant hommage aux victimes du 16 décembre 1950.

La construction de la grande rigole d'écoulement à la fin du XVIIIe siècle ou encore le fonçage du puits Henri IV en 1815 avec une puissante pompe mue par des bœufs montrent l'importance de ce problème dans les houillères de Ronchamp. Ce problème est d'autant plus important que l'extraction du charbon à Ronchamp se dirige vers le sud avec une pente de 20° et que les anciens puits abandonnés se remplissent d'eau, qui s'écoule ensuite en direction du sud. C'est à cause de ce phénomène que le puits Notre-Dame situé au hameau d’Éboulet sera conservé et muni de puissantes pompes lorsque son exploitation sera achevée.
Le puits Saint-Joseph a beaucoup souffert de l'eau à cause de sa position près du cours d'eau le Rahin, malgré de puissantes pompes. L'eau a également posé des problèmes lors du creusement des puits Saint-Jean, de l’Espérance et du Chanois. La galerie Fourchie a connu la dernière catastrophe des mines de Ronchamp le 16 décembre 1950. Ce jour-là, quatre mineurs périssent à la suite du percement accidentel d'une poche d'eau qui noyait les vieux travaux d'avant 1843. Après de nombreux jours de recherches, ils sont retrouvés le 22 décembre. Leurs obsèques ont lieu deux jours plus tard, la veille de Noël.

### Chutes
Ce genre d'accidents (principalement individuels) se divise en deux catégories, les chutes d'objets et d'hommes. Les chutes d'objets sont récurrentes dans les puits en cours de fonçage comme au puits du Tonnet en 1885, où il y eut un mort.
Les chutes d'hommes dans un puits étaient fréquentes au début du XIXe siècle quand les puits de mine dépassaient la profondeur de 100 mètres et que les ouvriers devaient remonter avec des échelles. Beaucoup d'entre eux ont essayé de sauter depuis les échelles pour tenter d’attraper les cuffats remontant la houille. Des ouvriers ont aussi fait des chutes dans le puits après une fausse manœuvre ou en raison d'une mauvaise visibilité. Ce fut le cas au puits du Magny le 8 février 1946, où un ouvrier, croyant que la cage était en place, fit une chute dans le puits qui était dissimulé par des vapeurs d'eau.